# Tabanus atropathenicus
Tabanus atropathenicus är en tvåvingeart som beskrevs av Olsufjev 1937. Tabanus atropathenicus ingår i släktet Tabanus och familjen bromsar. Inga underarter finns listade i Catalogue of Life.